# Longi temporis praescriptio
Die longi temporis praescriptio (lat. für Verteidigung mit der langen Dauer) ist eine Einwendung des Besitzers gegenüber dem Herausgabeanspruch des Eigentümers aufgrund langer Nichtgeltendmachung seines Eigentumsrechts. Sie ähnelt einer ersitzungsähnlichen Einrede.
Der Besitzer beruft sich mit der Einwendung darauf, dass ihm eine Sache vom Eigentümer nicht entzogen werden darf, er vielmehr weiterhin seine Besitzrechte auf dem streitgegenständlichen Grundstück oder an der eingeforderten Sache ausüben darf. Es wird vermutet, dass dieses Gegenrecht in der Zeit der römischen Klassik (Prinzipat) eingeführt oder jedenfalls rechtlich anerkannt worden ist. Darauf, dass die Einwendung zu Zeiten des Kaisers Septimius Severus bereits praxiserprobt war, weist ein Reskript (rescriptum) im Jahr 199 n. Chr. hin. Ergiebiger ist die nachklassische Quellenlage bei Diokletian. Die peremptorische Einrede wurde dort so beschrieben, dass nach einem Zeitraum von zehn ununterbrochenen Jahren unter Anwesenden und nach zwanzig Jahren unter Abwesenden keine Herausgabe mehr verlangt werden durfte.
Die longi temporis praescriptio betraf vornehmlich Provinzialgrundstücke, die nicht ersessen (usucapio) werden konnten, fand Anwendung aber auch auf bewegliche Sachen. Hinsichtlich seiner Entstehung und der Durchbrechung der hergebrachten Grundsätze wird davon ausgegangen, dass in den Provinzen Reskripte auf Anfragen erstellt wurden, die auch nichtrömischen Rechtsvorstellungen entsprachen. Da diese provinzialen Rechtsvorstellungen rezipiert wurden, fanden sie Einlass in das ius civile.